# Drosophila novamexicana
Drosophila novamexicana is een vliegensoort uit de familie van de fruitvliegen (Drosophilidae). De wetenschappelijke naam van de soort is voor het eerst geldig gepubliceerd in 1941 door Patterson.